# Scent of Flesh
Scent of Flesh ist eine finnische Death-Metal-Band aus Imatra, die im Jahr 2000 gegründet wurde.

## Geschichte
Die Band wurde im Jahr 2000 gegründet. Ihr erstes Demo namens Drowned Into the Darkness wurde Anfang 2001 mit sechs Bandmitgliedern aufgenommen. Die Besetzung bestand zu diesem Zeitpunkt aus den Gitarristen Matti Viisainen, Herkko Miikki und Markus Toivonen, Schlagzeuger Antti Suikkanen, Bassist Sofian Gezuri und Sänger Niko Ahokas. Mit diesem Demo erreichte die Band jedoch nicht die gewünschte Aufmerksamkeit, sodass sie sich noch im selben Jahr wieder ins Studio begab, um ein zweites Demo aufzunehmen. Auf dem Demo Towards Eternal Lost waren nur noch fünf Mitglieder zu hören, da Markus Toivonen die Band verlassen hatte. Das Demo wurde von Miitri Aaltonen in den Music-Bros Studios abgemischt.
Durch das Demo erreichte die Band einen Vertrag bei Black Lotus Records über drei Alben und veröffentlichte das Debütalbum Roaring Depths of Insanity im Jahr 2002. Bevor das Album überhaupt veröffentlicht wurde, begann die Band bereits mit dem Entwickeln neuer Lieder für das nächste Album, das im Sommer 2003 veröffentlicht werden sollte. Black Lotus Records verzögerte die Veröffentlichung jedoch immer weiter, sodass sich die Band von dem Label trennte. Die Band unterzeichnete einen Vertrag bei Firebox Records und veröffentlichte das zweite Album namens Valor in Hatred im Jahr 2004. Nach der Veröffentlichung verließen Herkko Miikki und Sofian Gezuri die Band. Aleksi Susi ersetzte Miikki und Mattis Bruder Samu Viisainen wurde neuer Bassist.
Im August 2005 begab sich die Band erneut ins Studio und veröffentlichte die EP Become Malignity noch im selben Jahr. Bei der Veröffentlichung war außerdem ihr erstes Musikvideo enthalten, das für das Lied Suicidal Cannibalism aufgenommen wurde.
Während der Aufnahmen zum dritten Album verließ Sänger Niko Ahokas die Band, sodass Gitarrist Matti Viisainen nun auch zusätzlich den Gesang übernahm. Im Jahr 2007 veröffentlichte die Band das dritte Album Deform in Torture.
Im Februar 2007 wurde Gitarrist Aleksi Susi durch Bassist Samu Viisainen ersetzt. Jari Haapasalo kam als neuer Bassist zur Band.

## Stil
Die Band spielt eine aggressive, technisch anspruchsvolle Variante des Death Metal, die als eine Mischung aus Bands wie Deicide, Nile Morbid Angel, Cannibal Corpse, Six Feet Under, sowie etwas schwedischem Melodic Death Metal beschrieben wird.

## Diskografie
- 2001: Drowned Into the Darkness (Demo, Eigenveröffentlichung)
- 2002: Towards Eternal Lost (Demo, Eigenveröffentlichung)
- 2003: Roaring Depths of Insanity (Album, Black Lotus Records)
- 2004: Valor in Hatred (Album, Firebox Records)
- 2005: Become Malignity (EP, Firebox Records)
- 2007: Deform in Torture (Album, Firebox Records)